# Nafirona
La nafirona, también conocida como O-2482 y naftilpirovalerona, es un fármaco de catinona sustituido derivado de la pirovalerona que actúa como un inhibidor triple de la recaptación, produce efectos estimulantes y se ha informado como una nueva droga de diseño. No hay datos de seguridad o toxicidad disponibles sobre el medicamento.
El fármaco se ha comercializado con el nombre de NRG-1, aunque se ha encontrado que solo una minoría de muestras de sustancias vendidas con este nombre contienen nafirona, e incluso muestras que demostraron contener β-nafirona genuina en algunos casos también contenían el isómero 1-naftilo α-nafirona en proporciones variables, lo que confundía aún más el perfil de efectos informado.

## Uso
La nafirona surgió como un nuevo "legal high" en el Reino Unido solo unos meses después de la prohibición de la mefedrona, un fármaco similar (que también era un derivado de la catinona). Hasta julio de 2010, la sustancia no estaba controlada por la Ley de uso indebido de drogas de 1971 y, por lo tanto, no era ilegal que alguien la poseyera. La Ley de Medicamentos impedía que la nafirona se vendiera para el consumo humano y, por lo tanto, a veces se vendía como 'limpiador de estanques' o como otra sustancia que normalmente no consumen los humanos.
Un estudio realizado por investigadores de la Universidad John Moores de Liverpool descubrió que solo uno de cada diez productos etiquetados como 'NRG-1' contenía nafirona cuando se sometieron a análisis de laboratorio. Los compuestos encontrados en los productos etiquetados como NRG-1 incluyeron MDPV, flefedrona, mefedrona, butilona y cafeína; un producto probado tenía una composición inorgánica. En el caso de que una persona posea un producto etiquetado como NRG-1 que contenga MDPV u otras sustancias ilegales, está en posesión de una sustancia controlada.
El 12 de julio de 2010, el Ministerio del Interior anunció que la nafirona había sido prohibida y convertida en un fármaco de Clase B, tras un informe del Consejo Asesor sobre el Uso Indebido de Drogas.

## Farmacología
Como inhibidor triple de la recaptación, se ha demostrado in vitro que la nafirona afecta la recaptación de los neurotransmisores serotonina, dopamina y norepinefrina al interactuar con el transportador de serotonina (SERT), el transportador de dopamina (DAT) y el transportador de norepinefrina (NET).
Un estudio encontró que la constante de disociación de la nafirona que interactúa con SERT es 33,1 nM ± 1,1, con DAT es 20,1 nM ± 7,1 y con NET es 136 nM ± 27. La concentración de nafirona requerida para inhibir los transportadores en un 50 % es 46,0 nM ± 5,5 para SERT, 40,0 nM ± 13 para DAT y 11,7 nM ± 0,9 para NET. De varios análogos de pirovalerona probados, se encontró que la nafirona era el único inhibidor triple de la recaptación activo en concentraciones nM.
También se ha encontrado que algunas muestras vendidas de β-nafirona contienen el isómero alternativo α-nafirona, presumiblemente producido accidentalmente como una impureza en la síntesis.] Los datos in vitro disponibles en la literatura científica eran todos obtenido usando β-nafirona pura, y se desconocen las propiedades farmacológicas de α-nafirona, lo que complica aún más el perfil farmacológico de esta droga de diseño poco estudiada.